# Hodu-gwaja
Las Hodu-gwaja (호두과자; "galletas de nueces"), comúnmente traducido como galletas de nueces o pastelitos de nueces, son un tipo de galletas originarias de Cheonan, Corea del Sur. También se las conoce con el nombre de hodo-gwaja (호도과자; que no es la ortografía coreana estándar, sino el nombre utilizado por las galletas de nueces de Hakhwa, la empresa que preparó el dulce por primera vez) dentro y fuera de Corea.
Son un dulce horneado en forma de nuez relleno de pasta de judías rojas, cuya masa exterior está hecha de nueces peladas y machacadas y harina de trigo. Las que se preparan en Cheonan, provincia de Chungcheong del Sur, se llaman "Cheonan hodu-gwaja" y son una especialidad local.

## Historia
Las Hodu-gwaja fueron creadas por primera vez en 1934 por Jo Gwigeum y Sim Boksun, una pareja casada que vivía en Cheonan. El método se desarrolló en base a los de las confiterías coreanas tradicionales.
Fuera de Cheonan, se popularizaron en los años 70, se vendían a menudo en estaciones de tren y dentro de los trenes en carritos de comida. Actualmente se venden en la mayoría de las regiones de Corea del Sur, incluida Seúl, y en ciudades de otros países, como Los Ángeles y San Diego en Estados Unidos.

## Galería

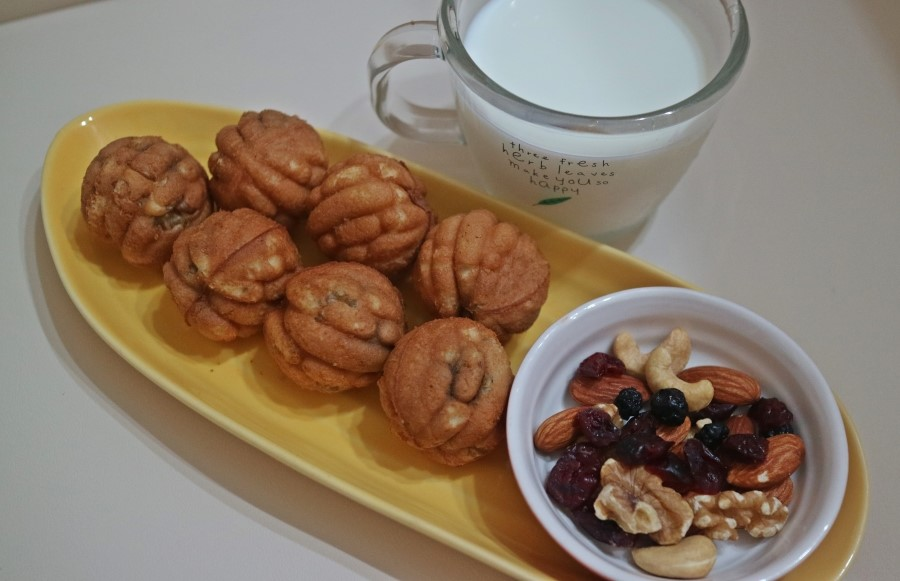
Hodu-gwaja con una taza de leche, nueces mixtas y pasas
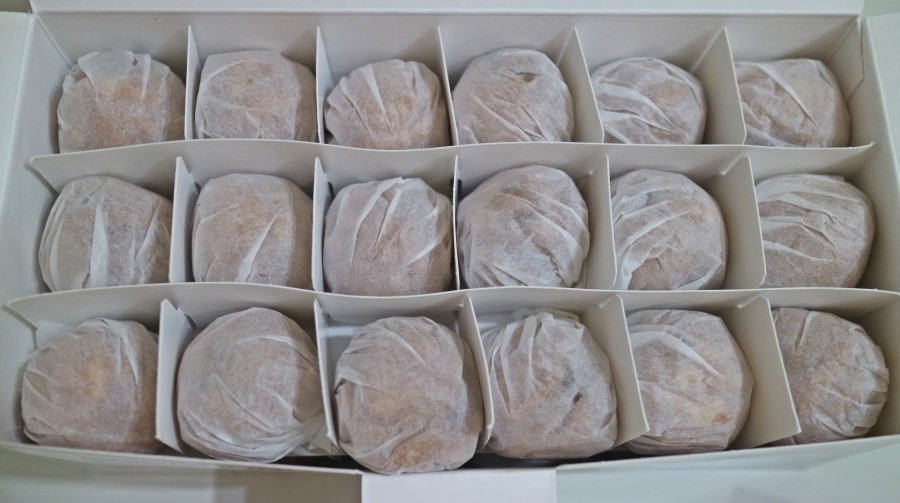
Hodu-gwaja envueltos